# Denza
Denza é uma marca chinesa de veículos elétricos e híbridos plug-in de luxo, fundada em 27 de maio de 2010 como uma joint venture entre a BYD Auto e a Mercedes-Benz Group. Sediada em Shenzhen, na província de Guangdong, a empresa combina a tecnologia de baterias da BYD com o design e a engenharia da Mercedes-Benz, focando no mercado premium de mobilidade elétrica.
A Denza começou atendendo ao mercado chinês e, a partir de 2022, expandiu-se para a Europa e o Sudeste Asiático. Em 2025, é reconhecida por seus modelos sofisticados, competindo com marcas como Tesla e NIO.

## História
A parceria entre a BYD e a então Daimler AG (hoje Mercedes-Benz Group) foi anunciada em março de 2010, com o objetivo de criar veículos elétricos premium. O primeiro modelo, o Denza EV, foi apresentado em 2014 no Salão do Automóvel de Pequim, um monovolume elétrico com tecnologia de baterias LFP da BYD e suporte técnico da Mercedes-Benz.
Em 2019, a BYD aumentou sua participação na joint venture de 50% para 90%, enquanto a Mercedes-Benz passou a deter 10%. Após essa reestruturação, a Denza lançou modelos como o Denza D9 (2022), uma minivan elétrica de luxo, e o Denza N7 (2023), um SUV elétrico de alta performance.

## Modelos
A Denza produz veículos elétricos e híbridos premium, incluindo:
- Denza EV (2014–2019): Monovolume elétrico com autonomia de 300 km (NEDC).[16]
- Denza D9 (2022–presente): Minivan elétrica com autonomia acima de 600 km (CLTC).[17]
- Denza N7 (2023–presente): SUV elétrico com aceleração de 0 a 100 km/h em menos de 4 segundos.[18]
- Denza N8 (2024–presente): SUV médio para o mercado global.[19]

Os modelos mais recentes utilizam a tecnologia de baterias Blade da BYD e sistemas avançados de assistência ao motorista.

## Tecnologia
A Denza integra a expertise em baterias da BYD com os padrões de segurança e design da Mercedes-Benz. Desde 2022, todos os modelos incluem conectividade avançada e inteligência artificial. Em 2024, a empresa anunciou um sistema de condução autônoma de nível 3, previsto para 2026 no Denza D9 Pro.

## Expansão internacional
A Denza iniciou sua expansão global em 2022, com o Denza D9 lançado na Noruega. Em 2023, chegou ao Sudeste Asiático, incluindo Tailândia e Indonésia, e planeja entrar na América do Norte em 2026. Na China, vendeu mais de 50.000 unidades em 2024.